# Ernestine Nyoka
Ernestine Nyoka Kayiba est une femme politique de la république démocratique du Congo.

## Biographie
Elle est née à Kinshasa, le 27 novembre 1963, mais a des attaches à Dibaya, dans le Kasaï-Occidental. Outre le français, elle parle couramment trois de quatre langues nationales du pays : le lingala, le swahili et le tshiluba.

### Études
Après des études primaires à Limete (1972-1978), puis secondaires à l’athénée royal de Bukavu, dans la commune d’Ibanda (1981-1984), elle obtient en 1984 le diplôme d'État. Elle poursuit ses études à l’université de Kinshasa d’où elle ressort en 1994 munie d’une licence de droit (option « droit public interne »),. Diplômée du CHESD (Centre de Haute Études  de Stratégie et de Défense) en 2020. 

### Carrière professionnelle
Elle a prêté serment au barreau de Kinshasa/Gombe le 21 juin 1995 et travaillé aussitôt comme stagiaire dans un cabinet d’avocats, jusqu’au 16 novembre 1998. Elle a obtenu le brevet d’aptitude à la profession d’avocat. Inscrite au tableau le 3 avril 2001, elle est à la tête de son propre cabinet depuis 2007,.

## Carrière politique
Elle a été membre du Parti du peuple pour la reconstruction et la démocratie, pour lequel elle a exercé diverses responsabilités : « coordinatrice des cellules de bases » (avril 2010), secrétaire exécutif de quartier (mai 2011), « communicateur de la majorité présidentielle » (mars 2014). Candidate aux élections législatives de 2011, elle a échoué à être élue députée de la Lukunga. Elle est désignée comme délégué aux concertations nationales en septembre 2013.Secrétaire général du FPU présidente de la ligue des femmes entre 2021 et 2022.
Elle est actuellement présidente de son propre parti le CPD (Congrès des Patriotes Démocrates). 

### Vice-ministre
Le 7 décembre 2014, elle est nommée par le président Joseph Kabila au poste de vice-ministre du Budget au sein du deuxième gouvernement du Premier ministre Augustin Matata Ponyo, sous l’autorité du ministre d’État en titre, Michel Bongongo,.